# Fina Torres
Fina Torres, właśc. Josefina Torres Benedetti (ur. 9 października 1951 w Caracas) – wenezuelska reżyserka, scenarzystka i producentka filmowa.
Zdobywczyni Złotej Kamery za najlepszy debiut reżyserski za film Oriana (1985) na 38. MFF w Cannes. Dramat ten był również oficjalnym wenezuelskim kandydatem do Oscara dla najlepszego filmu nieanglojęzycznego, ale ostatecznie nie otrzymał nominacji.
Najbardziej znanym filmem Torres była nakręcona w USA i Brazylii Kobieta na topie (2000) z Penélope Cruz w roli głównej. Obraz zaprezentowany został premierowo w ramach sekcji "Un Certain Regard" na 53. MFF w Cannes.